# Vilemína Pruská (1709–1758)

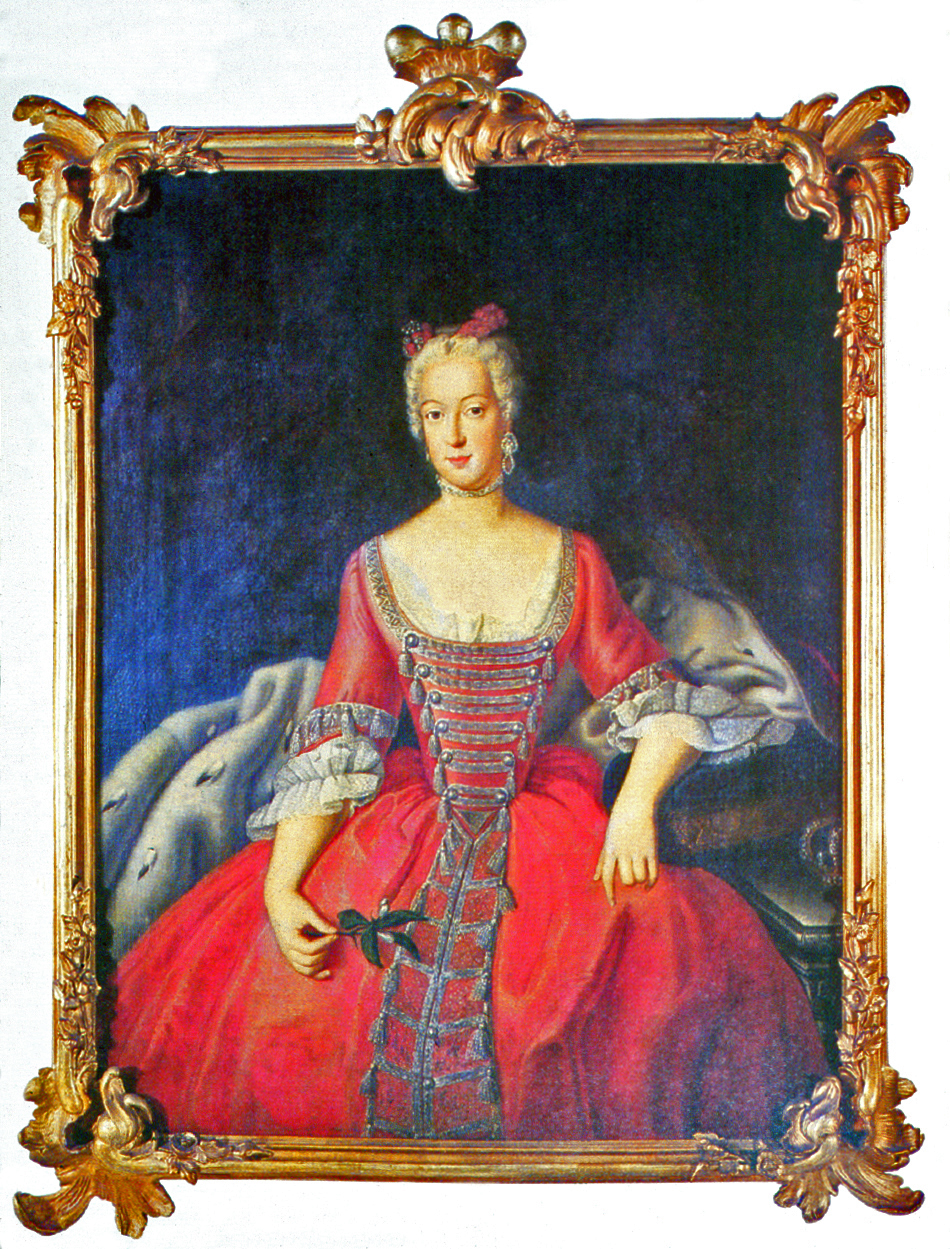
Vilemína Pruská

Vilemína Pruská, německy Friederike Sophie Wilhelmine von Preußen (3. července 1709, Postupim – 14. října 1758, Bayreuth) byla rodem pruská princezna a sňatkem bayreuthská markraběnka a hudební skladatelka.

## Biografie

### Původ, mládí
Narodila se jako nejstarší ze čtrnácti dětí pruského krále Fridricha Viléma I. a jeho manželky Žofie Dorotey Hannoverské, dcery budoucího britského krále Jiřího Ludvíka Brunšvicko-Lüneburského a jeho zapuzené manželky Žofie Dorotey z Celle. Jejím bratrem byl pruský král Fridrich Veliký, jednou ze sester švédská královna Luisa Ulrika Pruská.

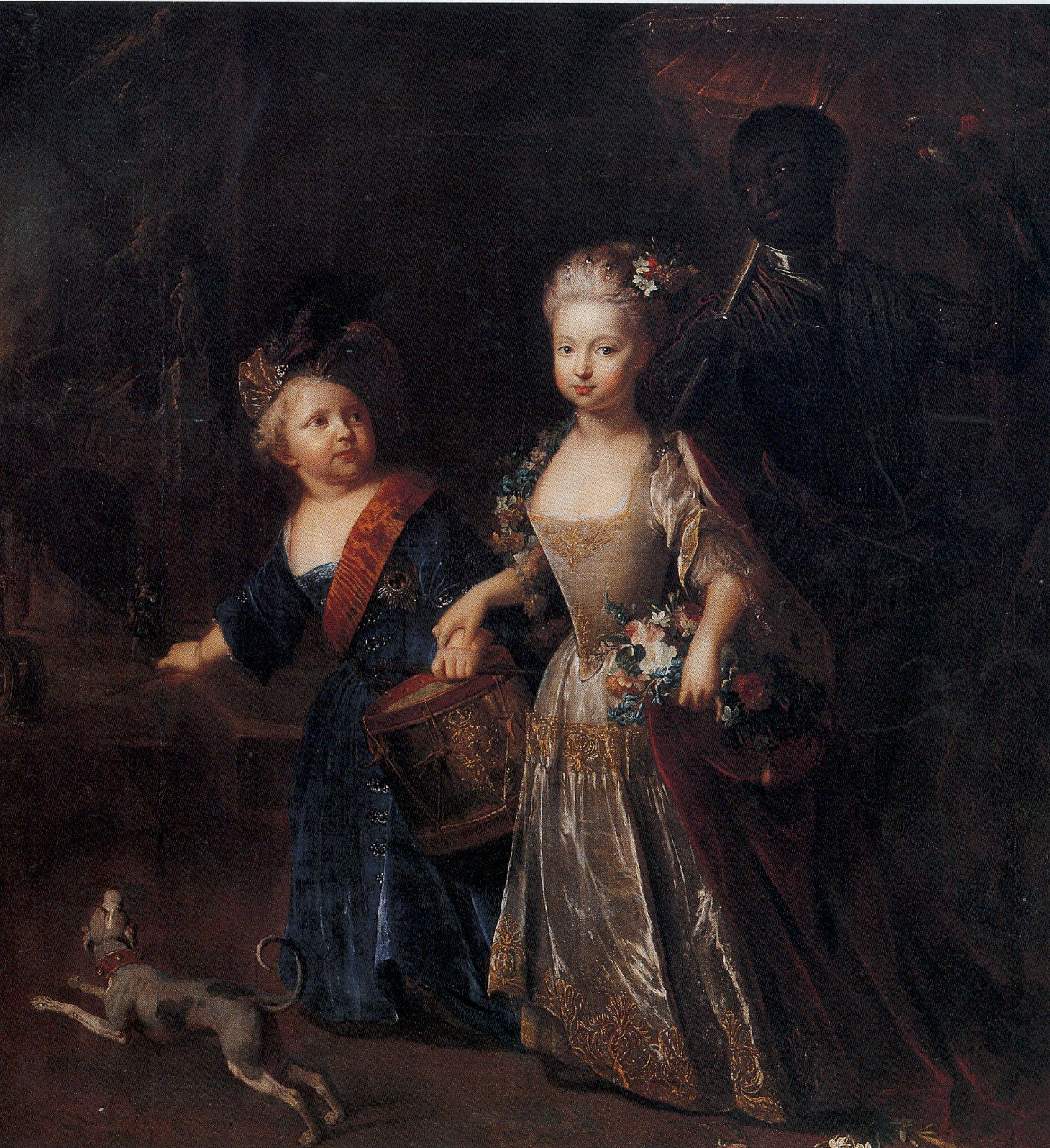
Vilemína s bratrem Frederikem

Vilemína vyrůstala na puritánském, strohém až spartánském dvoře Frederika Viléma I., postrádajícím veškeré příjemnosti, jež byly vlastní ostatním panovnickým dvorům soudobé Evropy. Její otec neviděl smysl v planém napodobování francouzské versailleské módy a stylu života, jež by ruinoval zemi, a namísto toho všechny příjmy země směřoval k budování silné, dokonale vyzbrojené a vycvičené armády; co zbylo, skončilo v pokladnici v podzemí berlínského zámku. Vilemína byla, podobně jako její bratr Fridrich, naprostým opakem otcovým jak povahou, tak svými zájmy – byla intelektuálně založená, se zájmem o umění, hudbu, literaturu; bystrá, vysoce inteligentní, s výjimečným hudebním nadáním se dusila v nejen prosté, ale především hrubé atmosféře postupimského dvora.
Její vztahy s otcem nicméně zpočátku nebyly špatné. Postupně se však zhoršovaly, jak kvůli častým změnám otcových nálad, tak kvůli jeho stále méně kontrolovaným výbuchům hněvu; ty ovšem byly částečně zapříčiněny kromě jiného i dvorskými intrikami její matky. Tu Vilemína ve svých pamětech o nešťastném dětství také nešetří a píše o ní mj.: "Celá pýcha a pocit výjimečnosti hannoverského rodu se shromáždila v její osobě:" Z puritánské atmosféry jejich domu, která s přibývajícím věkem otcovým byla stále těžší, obviňuje Vilemína pastora Francka z Halle. Podle královské dcery provokoval v králi výbuchy zuřivosti z nanejvýš nevinných důvodů, zapovídal všechny příjemnosti, které považoval za nicotné, především lov a hudbu. To a její racionální uvažování bylo příčinou kritického pohledu na dogmata, obřady a celkový stav náboženství. Neobvykle dobré vztahy měla Vilemína se svým mladším bratrem Fridrichem, se kterým ji pojil zájem o hudbu, filosofii a vědu. Sourozenci si byli velmi blízcí a pojilo je pouto silné lásky a obětavé pomoci.

### Manželství
Vilemína již jako dítě byla příčinou rozporů mezi rodiči v jejich privátních šarvátkách, později také v zahraniční politice. Její matka se snažila u upevnění vztahů s hannoverskou dynastií, z níž sama pocházela, a usilovala o dceřiny zásnuby se svým synovcem Frederikem Ludvíkem, princem waleským; nejraději by viděla dvojité manželství jak Vilemíny, tak Fridricha s dětmi této britské královské rodiny. Vilemína ve svým pamětech píše, že i jí se tato nabídka zamlouvala. Otec však preferoval variantu spojení s Habsburky, podporovanou některými jeho oblíbenci a rakouským diplomatem Seckendorffem.
Po nezdařeném útěku Fridrichově se situace na dvoře ještě více zhoršila a Fridrich Vilém I. upevnil svou již tak silně despotickou pozici. Hrozil Vilemíně vsazením do pevnosti Špandava pod záminkou účasti na spiknutí, jež vedlo k útěku jejího mladšího bratra a přinutil ji ke sňatku s bayreuthským markrabětem Fridrichem.

### Svatba a život v Bayreuthu

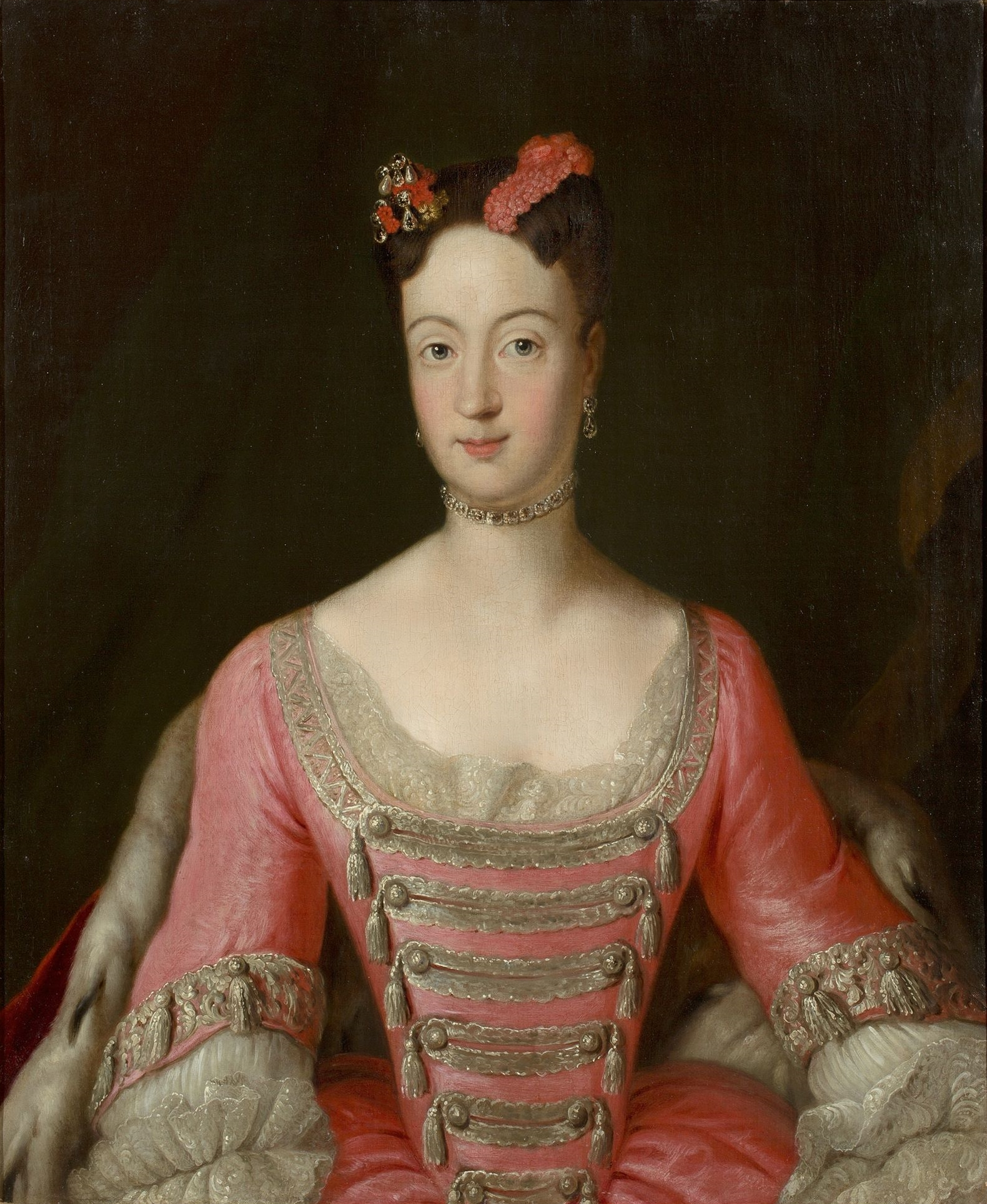
Vilemína na portrétu z roku 1725

Svatba se uskutečnila 20. listopadu roku 1731. Manželství samo, třebaže mu předcházely tak dramatické okolnosti, bylo ve svých počátečních letech harmonické a šťastné. Později však manželský život ochladl a manželství se prakticky rozpadlo. Příčinu lze spatřovat v tom, že Vilemínin manžel Fridrich měl dlouholetou milenku, Vilemíninu první dvorní dámu Vilemínu von Marwitz (pozdější hraběnku Burghaus).
Vilemína se aktivně podílela na modernizaci země. Její dvůr zahájil epochu rokoka v Bayreuthu (něm. Bayreuther Rokoko). Tamní palác se stal svéráznou miniaturou Versailles. Jinak málo významný dvůr se mohl blýskat návštěvami Fridricha Velikého či osvícenských filosofů, mj. Voltaira, což mu dodávalo značné prestiže. Markraběnka dbala i o zájmy své země, což bylo zřetelné za slezských válek v letech 1742-1744, kdy aktivně bránila své majetky, aby se nestaly předmětem pruské politiky, která Bayreuthu nepřinesla žádný užitek.
Zabývala se rovněž vědeckým studiem a vedla filosofickou korespondenci s Voltairem; rozvíjela i své hudební nadání. Hrála na loutnu, byla autorkou řady hudebních i literárních děl. Mezi nejdůležitější náleží její paměti, mimořádně cenné jako bohatý historický pramen. Vilemína je psala v Bayreuthu do konce života, jako již zlomená a světem hluboce rozčarovaná osoba, čímž má její dílo hluboký emocionální náboj, především v hodnoceních (až výpadech) řady osob. Paměti nemají v soudobé Evropě analogie a často jsou jediným pramenem informací o postupimském dvoře či lidech z okolí Vilemíny, jejího bratra Fridricha aj. Historikové považují až na detaily dílo za věrohodný a objektivní zdroj informací.

### Konec života, smrt
Za sedmileté války se aktivně účastnila diplomacie, působíc jako oči a uši svého bratra Fridricha Velikého v jižním Německu až do své smrti v roce 1758. Až do konce s ním pilně korespondovala; jeho dopisy sestře jsou svého druhu diagnózou jeho psychického stavu po dobu trvání války. V jednom z posledních dopisů Fridrich píše: "...vidím v tobě jediný vzor dokonalosti v tomto mizerném století."
Vilemína zemřela 14. října roku 1758, v den, kdy její bratr Fridrich Veliký utrpěl porážku od rakouských vojsk v bitvě u Hochkirchu. Fridrich, zdrcený její smrtí, vybudoval v roce 1768 v Sanssouci u Postupimi Svatyni přátelství (německy Freundschaftstempel), v níž umístil Vilemínin pomník.

### Potomci
Z manželství Vilemíny a markraběte Fridricha se narodil jediný potomek, dcera:
- Alžběta Bedřiška Žofie Braniborsko-Bayreuthská (30. srpna 1732 – 6. dubna 1780). Giacomo Casanova o ní psal jako o jedné z nejkrásnějších dívek Německa. V roce 1748 se provdala za württemberského markraběte Karla Evžena.

## Umělecká tvorba
Hudba
- opera Argenore (c. 1740), libreto Giovanni Andrea Galletti,[1]
- klavírní koncert v g-moll
- kavatiny
- sonáta pro flétnu a klavír

Literatura
- vlastní životopis Memoires de ma vie[2]

## Vývod z předků
|                 |                                     |  |                            |                                     |  |  |  |  |  |  |  | Jiří Vilém Braniborský |
|                 |                                     |  |                            |                                     |  |  |  |  |  |  |  |                        |
|                 | Fridrich Vilém I. Braniborský       |  |                            |                                     |  |  |  |  |  |  |  |                        |
|                 |                                     |  |                            |                                     |  |  |  |  |  |  |  |                        |
|                 |                                     |  |                            | Alžběta Šarlota Falcká              |  |  |  |  |  |  |  |                        |
|                 |                                     |  |                            |                                     |  |  |  |  |  |  |  |                        |
|                 | Fridrich I. Pruský                  |  |                            |                                     |  |  |  |  |  |  |  |                        |
|                 |                                     |  |                            |                                     |  |  |  |  |  |  |  |                        |
|                 |                                     |  |                            | Frederik Hendrik Oranžský           |  |  |  |  |  |  |  |                        |
|                 |                                     |  |                            |                                     |  |  |  |  |  |  |  |                        |
|                 | Luisa Henrietta Oranžská            |  |                            |                                     |  |  |  |  |  |  |  |                        |
|                 |                                     |  |                            |                                     |  |  |  |  |  |  |  |                        |
|                 |                                     |  |                            | Amálie zu Solms-Braunfels           |  |  |  |  |  |  |  |                        |
|                 |                                     |  |                            |                                     |  |  |  |  |  |  |  |                        |
|                 | Fridrich Vilém I.                   |  |                            |                                     |  |  |  |  |  |  |  |                        |
|                 |                                     |  |                            |                                     |  |  |  |  |  |  |  |                        |
|                 |                                     |  |                            | Jiří Brunšvicko-Lüneburský          |  |  |  |  |  |  |  |                        |
|                 |                                     |  |                            |                                     |  |  |  |  |  |  |  |                        |
|                 | Arnošt August Brunšvicko-Lüneburský |  |                            |                                     |  |  |  |  |  |  |  |                        |
|                 |                                     |  |                            |                                     |  |  |  |  |  |  |  |                        |
|                 |                                     |  |                            | Anna Eleonora Hesensko-Darmstadtská |  |  |  |  |  |  |  |                        |
|                 |                                     |  |                            |                                     |  |  |  |  |  |  |  |                        |
|                 | Žofie Šarlota Hannoverská           |  |                            |                                     |  |  |  |  |  |  |  |                        |
|                 |                                     |  |                            |                                     |  |  |  |  |  |  |  |                        |
|                 |                                     |  |                            | Fridrich Falcký                     |  |  |  |  |  |  |  |                        |
|                 |                                     |  |                            |                                     |  |  |  |  |  |  |  |                        |
|                 | Žofie Hannoverská                   |  |                            |                                     |  |  |  |  |  |  |  |                        |
|                 |                                     |  |                            |                                     |  |  |  |  |  |  |  |                        |
|                 |                                     |  |                            | Alžběta Stuartovna                  |  |  |  |  |  |  |  |                        |
|                 |                                     |  |                            |                                     |  |  |  |  |  |  |  |                        |
| Vilemína Pruská |                                     |  |                            |                                     |  |  |  |  |  |  |  |                        |
|                 |                                     |  |                            |                                     |  |  |  |  |  |  |  |                        |
|                 |                                     |  | Jiří Brunšvicko-Lüneburský |                                     |  |  |  |  |  |  |  |                        |
|                 |                                     |  |                            |                                     |  |  |  |  |  |  |  |                        |
|                 | Arnošt August Brunšvicko-Lüneburský |  |                            |                                     |  |  |  |  |  |  |  |                        |
|                 |                                     |  |                            |                                     |  |  |  |  |  |  |  |                        |
|                 |                                     |  |                            | Anna Eleonora Hesensko-Darmstadtská |  |  |  |  |  |  |  |                        |
|                 |                                     |  |                            |                                     |  |  |  |  |  |  |  |                        |
|                 | Jiří I.                             |  |                            |                                     |  |  |  |  |  |  |  |                        |
|                 |                                     |  |                            |                                     |  |  |  |  |  |  |  |                        |
|                 |                                     |  |                            | Fridrich Falcký                     |  |  |  |  |  |  |  |                        |
|                 |                                     |  |                            |                                     |  |  |  |  |  |  |  |                        |
|                 | Žofie Hannoverská                   |  |                            |                                     |  |  |  |  |  |  |  |                        |
|                 |                                     |  |                            |                                     |  |  |  |  |  |  |  |                        |
|                 |                                     |  |                            | Alžběta Stuartovna                  |  |  |  |  |  |  |  |                        |
|                 |                                     |  |                            |                                     |  |  |  |  |  |  |  |                        |
|                 | Žofie Dorotea Hannoverská           |  |                            |                                     |  |  |  |  |  |  |  |                        |
|                 |                                     |  |                            |                                     |  |  |  |  |  |  |  |                        |
|                 |                                     |  |                            | Jiří Brunšvicko-Lüneburský          |  |  |  |  |  |  |  |                        |
|                 |                                     |  |                            |                                     |  |  |  |  |  |  |  |                        |
|                 | Jiří Vilém Brunšvicko-Lüneburský    |  |                            |                                     |  |  |  |  |  |  |  |                        |
|                 |                                     |  |                            |                                     |  |  |  |  |  |  |  |                        |
|                 |                                     |  |                            | Anna Eleonora Hesensko-Darmstadtská |  |  |  |  |  |  |  |                        |
|                 |                                     |  |                            |                                     |  |  |  |  |  |  |  |                        |
|                 | Žofie Dorotea z Celle               |  |                            |                                     |  |  |  |  |  |  |  |                        |
|                 |                                     |  |                            |                                     |  |  |  |  |  |  |  |                        |
|                 |                                     |  |                            | Alexandr II. Desmier d'Olbreuse     |  |  |  |  |  |  |  |                        |
|                 |                                     |  |                            |                                     |  |  |  |  |  |  |  |                        |
|                 | Éléonore d'Olbreuse                 |  |                            |                                     |  |  |  |  |  |  |  |                        |
|                 |                                     |  |                            |                                     |  |  |  |  |  |  |  |                        |
|                 |                                     |  |                            | Jacquette Poussard de Vandré        |  |  |  |  |  |  |  |                        |
|                 |                                     |  |                            |                                     |  |  |  |  |  |  |  |                        |